# Balaiseaux
Balaiseaux település Franciaországban, Jura megyében. Lakosainak száma 300 fő (2022. január 1.). Balaiseaux Saint-Baraing, Le Deschaux, Gatey és Rahon községekkel határos.

## Népesség
A település népességének változása:
| Lakosok száma | 180  | 179  | 211  | 241  | 288  | 296  | 309  | 315  | 319  | 300  |
|               | 1968 | 1982 | 1990 | 2006 | 2013 | 2015 | 2017 | 2019 | 2020 | 2022 |